# Мфекане
Мфека́не (от зулу mfecane "перемалывание"), или дифака́не (от сесото difaqane) — термин, обозначающий бурные события в истории Южной Африки, связанные с геноцидом зулусами под руководством Чаки коренных народностей Южной Африки примерно с 1815 по 1835 годы.
В то время как непосредственным результатом этих событий стало создание империи зулусов, они имели и другие последствия: племена, бежавшие от наступления Чаки, сеяли разрушение на своём пути, доходя из нынешнего Наталя до современных Малави (нгони), Зимбабве (ндебеле) и Лесото (сото).

## Предпосылки
Для всех этих событий существовали объективные предпосылки. Первой из них стало увеличение численности населения в Зулуленде, то есть на востоке нынешней ЮАР. Оно было связано, в частности, с тем, что португальцы, имевшие колонии в Мозамбике, привезли из американских владений кукурузу, которая давала лучший урожай, чем местные злаки. С другой стороны, выращивание кукурузы требовало бо́льших водных ресурсов. Это значило, что, с одной стороны, правители могли позволить себе создать большую по численности армию, так как не нужно было направлять на выращивание злаков столько же людей, сколько и раньше, а с другой стороны, конкуренция за достаточно бедные водные ресурсы усилилась. Кроме того, очевидна стала потребность в объединении перед лицом усиливающейся активности европейцев, в первую очередь португальцев, но также англичан и буров.

## История
К концу XVIII века почти все пригодные для обработки земли были уже заняты, а в начале XIX века страну поразила десятилетняя засуха. Чтобы обеспечить свою безопасность, Дингисвайо, глава клана мтетва, обитавшего на юге Зулуленда, по берегам реки Тугела, примерно в 1817 году заключил союз с вождями племени тсонга, контролировавшими путь к заливу Делагоа (ныне Мапуту). Это вызвало недовольство клана ндвандве, обитавшего севернее, в долине Понголы, то есть между землями мтетве и тсонга, тем более что в 1812 году Дингисвайо и Чака уже вытеснили один из кланов нгуни, нгване, за Буффало-Ривер, и явно представляли для ндвандве угрозу. Столкновения между Дингисвайо и Звиде, вождём ндвандве, положили начало междоусобной войне среди зулусов.

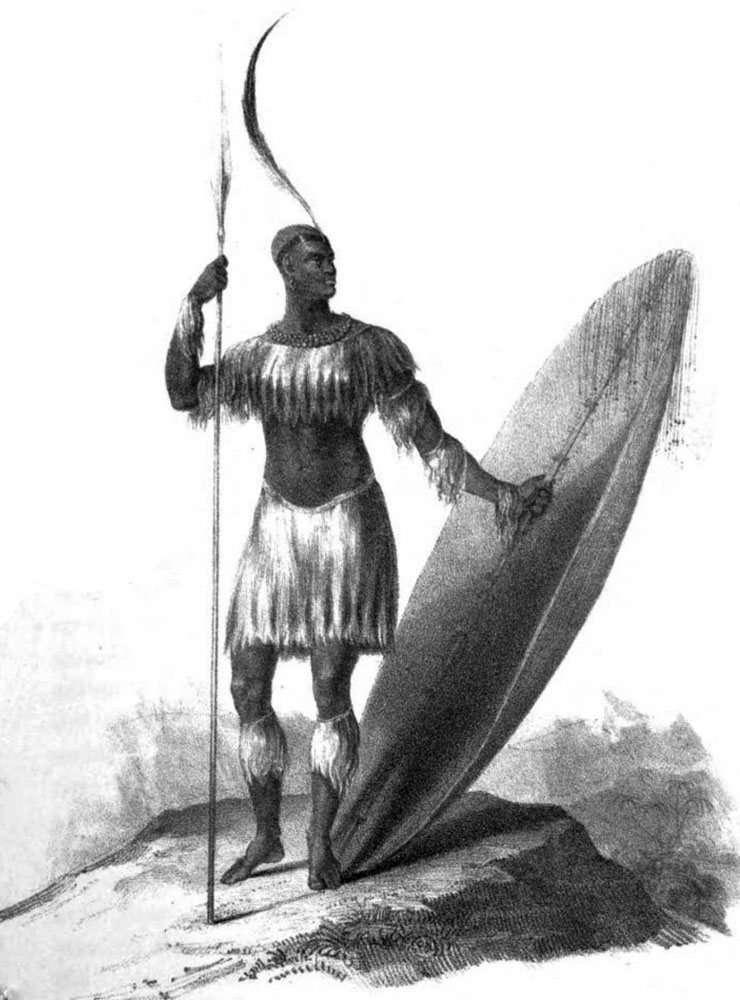
Единственное прижизненное изображение Чаки

Сначала победу одерживал Звиде, которому удалось вероломно во время переговоров убить Дингисвайо, однако в битве при реке Мхалтузе в 1820 году мтетве и зулу, образовавшие союз под руководством Чаки, смогли нанести ндвандве тяжёлое поражение. После разгрома войска ндвандве зулусы захватили основную территорию противника, вырезав всё население и угнав все стада.  Звиде был вынужден бежать на север.
Зулусы, приходя в новые земли, часто вырезали всех мужчин и мальчиков, так что многие племена бежали от них, используя, в свою очередь, ту же тактику. Такой «эффект домино» распространился очень широко и привёл не только к масштабным переселениям, но и к консолидации государств, расположенных даже довольно далеко от центра событий.
После поражения ндвандве в битве при холме Гокли (1818) Сошангане, военачальник армии ндвандве, бежал на север, где он смог подчинить себе племена тсонга, разгромить португальские поселения в заливе Делагоа, Инамбане и Сена и основать собственную империю Газа, продержавшуюся до 1895 года. Сами тсонга, в свою очередь, через хребет Лебомба бежали на север будущей Республики Трансвааль (нынешняя провинция Лимпопо).
Вместо с Сошангане бежал другой вождь из ндвандве, Звангендаба. Он нанёс поражение империи Розви в нынешнем Зимбабве и основал государство нгони в нынешнем Малави, между озёрами Танганьика и Малави.
Клан нгване под руководством вождя по имени Собуза, спасаясь от наступающих зулусов, бежал на северо-восток, разгромив по пути племя хлуби. Собуза был основателем нынешнего Эсватини.

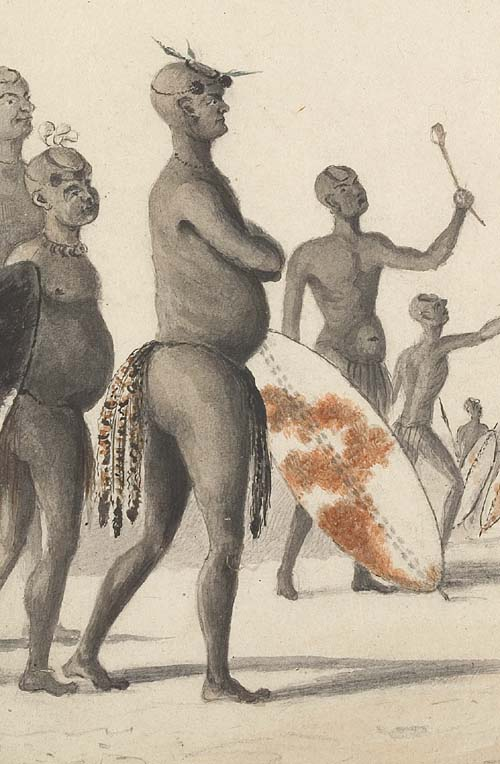
Мзиликази, правитель ндебеле (матабеле)

Мзиликази, один из военачальников Чаки, со своим кланом ндебеле (матабеле) двинулся на запад, на территорию нынешней провинции Фри-Стейт, где сеял ужас среди сото. Столкновения с бурами заставили его перебраться на север, через реку Лимпопо, в нынешний Матабелеленд (юг Зимбабве).
В то же время часть сото, клан кололо, спасаясь от матабеле, мигрировали сначала на запад, а затем, потерпев поражение от гриква, на север через нынешнюю Ботсвану, на запад Замбии, в Баротселенд, где они покорили народ лози, однако позже были изгнаны и переселились на восток, на территорию современного Малави.
Многие из тех, кто бежал от зулусов на запад, оказались смешаны с коса; сейчас они говорят на языке коса, но сохраняют собственную идентичность, называясь мфенгу.
С другой стороны, вождь сото Мошвешве I собрал вокруг себя тех, кто сопротивлялся нашествию ндебеле, и, уйдя в неприступные горные крепости, основал королевство Лесото.

## Критика
Южноафриканский историк Джулиан Коббинг в 1989 году выступил с критикой понятия мфекане, считая, что оно является проявлением идеологии апартеида, поскольку, по его мнению, традиционно эти события рассматривались как «самоуничтожение чёрных». Коббинг указывал на недооценку роли белых, особенно работорговцев в этих событиях.
Работы Коббинга произвели настоящий переполох в научном сообществе. Вслед за Дж. Коббингом еще несколько исследователей со страниц научных журналов выступили с критикой традиционной концепции мфекане. В 1991 году в Витватерсрандском университете произошел большой научный симпозиум, посвященный проблеме исследования причин и характера событий периода мфекане. В своих выступлениях ряд ведущих специалистов по истории Южной Африки в колониальный период подвергли резкой критике концепцию Дж. Коббинга. Большинство исследователей указали на недостаточную аргументацию его выводов, замалчивание ряда важных документов, игнорирование свидетельств самих африканцев и их участия в формировании исторических представлений о прошлом своих народов. Не нашли своего фактического подтверждения и утверждения Дж. Коббинга, что работорговля оказала определяющее влияние на формирование зулусской державы.
Однако, несмотря на явную несостоятельность многих положений, содержащихся в работах Дж. Коббинга, прошедшая дискуссия выявила слабые места и в прежних взглядах на причины возвышения зулусской державы и характер событий периода мфекане. Это, прежде всего, игнорирование влияния колониальной периферии на африканские общества, недостаточность и противоречивость свидетельств, которыми располагают историки, что во многом ставит под вопрос саму возможность восстановления последовательности событий, происходивших за пределами колониальных владений европейцев в Южной Африке в конце XVIII-первой трети XIX вв.